# Rivière au Canard
Pour les articles homonymes, voir Canard (homonymie).
La rivière au Canard est un cours d'eau traversant la municipalité de Weedon, dans la municipalité régionale de comté (MRC) de Le Haut-Saint-François, dans la région administrative de l'Estrie, au Québec, au Canada.

## Géographie
Les bassins versants voisins de la rivière au Canard sont :
- côté nord : lac au Canard ;
- côté est : rivière Coulombe ;
- côté sud : lac Louise, rivière Saint-François ;
- côté ouest : ruisseau Dufresne, ruisseau Mud, ruisseau Pinard, rivière Nicolet.

La rivière prend sa source dans le lac au Canard (longueur : 3,6 km ; altitude : 340 m) dont l'embouchure est situé du côté sud. Ce lac est situé au sud-est du lac Nicolet, au sud du centre du village de Saints-Martyrs-Canadiens et  au nord-ouest du centre du village de Saint-Gérard qui est fusionné à la municipalité de Weedon.
À partir du lac au Canard, la rivière au Canard coule sur environ 16 km selon les segments suivants :
- vers le sud-est, le sud-ouest et le sud, en recueillant les eaux du ruisseau Dufresne (venant de l'ouest), jusqu'à la limite municipale entre Saint-Joseph-de-Ham-Sud et Weedon ;
- vers le sud-est, en longeant (du côté ouest) la limite du secteur de Saint-Gérard, jusqu'à la confluence du ruisseau Mud (venant de l'ouest) ;
- vers le sud-est, jusqu'à la route 112, qu'elle traverse au nord-est du centre du village de Weedon ;
- vers le sud-est, jusqu'à son embouchure.

La rivière au Canard se déverse dans le lac Louise, un lac traversé par la rivière Saint-François, près de Weedon.

## Toponymie
Le toponyme Rivière au Canard a été officialisé le 5 décembre 1968 à la Commission de toponymie du Québec.